# Basquetebol nos Jogos Olímpicos de Verão da Juventude de 2014
O basquetebol nas Olimpíadas de Verão da Juventude de 2014 realizou-se entre 18 e 26 de Agosto. Os eventos decorreram no Centro de Desportos de Wutaishan em Nanquim, China. Tal como na edição inaugural em 2010, o formato é o 3x3, juntando-se duas novas modalidades, o arremesso de 3 pontos e o campeonato de enterradas.

## Qualificação
Cada Comitê Olímpico Nacional (CON) pôde ser representado por dois times, um de cada sexo com quatro atletas. A anfitriã China, tem direito a dois times, uma masculina e outra feminina.  Seis times, três de cada sexo se classificaram através dos Mundiais de 3x3 sub-18 de 2013 e outras seis formações, três de cada gênero, receberam o "wildcard" na Final do World Tour 3x3 de 2013. As restantes 13 qualificaram-se com base no Ranking da FIBA em 1 de Junho de 2014. Todos os continentes devem ser representados por pelo menos uma equipe em cada sexo, mas não podem participar mais de 10 times de um só continente. Pelo menos 30 CONs devem participar em todos os eventos.
Para poderem participar nas Olimpíadas da Juventude, os atletas devem ter nascido entre 1 de Janeiro de 1996 e 31 de Dezembro de 1997. Além disso, todos os membros da equipa devem ter participado em duas provas de basquetebol 3x3 sancionadas pela FIBA entre 1 de Abril de 2013 e 8 de Junho de 2014.

### Rapazes
| Evento                                   | Local    | Data                        | Total de vagas | Qualificados |
| ---------------------------------------- | -------- | --------------------------- | -------------- | --- |
| Anfitriões                               | -        | -                           | 1              | CHN China |
| Campeonato Mundial de 3x3 sub-18 de 2013 | Jacarta  | 26 a 29 de Setembro de 2013 | 3              | ARG Argentina FRA França RUS Rússia |
| Final do World Tour de 3x3 de 2013       | Istambul | 4 a 5 de Outubro de 2013    | 3              | SLO Eslovênia ROU Romênia VEN Venezuela |
| Ranking da FIBA                          | -        | 1 de Junho de 2014          | 13             | GER Alemanha AND Andorra BRA Brasil ESP Espanha GUA Guatemala HUN Hungria INA Indonésia LTU Lituânia NZL Nova Zelândia POL Polônia PUR Porto Rico TUN Tunísia URU Uruguai |
| TOTAL                                    |          |                             | 20             | |

### Moças
| Evento                                   | Local    | Data                        | Total de vagas | Qualificados |
| ---------------------------------------- | -------- | --------------------------- | -------------- | --- |
| País-sede                                | -        | -                           | 1              | CHN China |
| Campeonato Mundial de 3x3 sub-18 de 2013 | Jacarta  | 27 a 29 de Setembro de 2013 | 3              | ESP Espanha USA Estados Unidos EST Estônia |
| Final do World Tour de 3x3 de 2013       | Istambul | 4 a 5 de Outubro de 2013    | 3              | SLO Eslovênia ROU Romênia VEN Venezuela |
| Ranking da FIBA                          | -        | 1 de Junho de 2014          | 13             | GER Alemanha AND Andorra BEL Bélgica BRA Brasil EGY Egito GUM Guam HUN Hungria INA Indonésia NED Países Baixos CZE Chéquia SYR Síria THA Tailândia TPE Taipé Chinês |
| TOTAL                                    |          |                             | 20             | |

## Calendário
O calendário foi publicado pelo Comité Organizador dos Jogos Olímpicos da Juventude de Nanquim.
Todos os horários são pela hora padrão chinesa  (UTC+8).
| Data         | Dia da semana | Hora de início | Evento |
| ------------ | ------------- | -------------- | --- |
| 18 de Agosto | 2ª Feira      | 17:00          | Fase de grupos do Torneio de Rapazes Fase de grupos do Torneio de Moças                                                                                                  |
| 19 de Agosto | 3ª Feira      | 17:00          | Fase de grupos do Torneio de Rapazes Fase de grupos do Torneio de Moças                                                                                                  |
| 20 de Agosto | 4ª Feira      | 17:00          | Fase de grupos do Torneio de Rapazes Fase de grupos do Torneio de Moças                                                                                                  |
| 21 de Agosto | 5ª Feira      | 19:30          | Concurso de Enterradas (Rapazes) Concurso de Arremessos de 3 pontos (Moças)                                                                                              |
| 22 de Agosto | 6ª Feira      | 17:00          | Fase de grupos do Torneio de Rapazes Fase de grupos do Torneio de Moças                                                                                                  |
| 23 de Agosto | Sábado        | 17:00          | Fase de grupos do Torneio de Rapazes Fase de grupos do Torneio de Moças                                                                                                  |
| 24 de Agosto | Domingo       | 17:00          | Fase de grupos do Torneio de Rapazes Fase de grupos do Torneio de Moças                                                                                                  |
| 25 de Agosto | 2ª Feira      | 17:00          | 1/16avos-final do Torneio de Rapazes 11/16avos-final do Torneio de Moças Quartos-final do Torneio de Rapazes Quartos-final do Torneio de Moças                           |
| 26 de Agosto | 3ª Feira      | 17:30          | Semi - Finais/Meias-finais do Torneio de Rapazes Semi - Meias-finais do Torneio de Moças Jogos das Medalhas do Torneio de Rapazes Jogos das Medalhas do Torneio de Moças |

## Sumário de medalhas

### Tabela de Medalhas
| Ordem | País               | Medalha de ouro | Medalha de prata | Medalha de bronze |    |   |
| ----- | ------------------ | --------------- | ---------------- | ----------------- | -- | - |
| 1     | FRA França         | 1               | 1                |                   | 2  |   |
| 2     | USA Estados Unidos | 1               |                  | 1                 | 2  |   |
|       | ESP Espanha        | 1               |                  | 1                 | 2  |   |
| 3     | LTU Lituânia       | 1               |                  |                   | 1  |   |
| 4     | SLO Eslovênia      |                 | 2                |                   | 2  |   |
| 5     | NED Países Baixos  |                 | 1                |                   | 1  |   |
| 6     | ARG Argentina      |                 |                  | 1                 | 1  |   |
|       | CHN China          |                 |                  | 1                 | 1  |   |
| TOTAL | TOTAL              | 4               | 4                | 4                 | 12 | — |

### Eventos
| Evento                          | Ouro                                  | Prata                         | Bronze                              |
| ------------------------------- | ------------------------------------- | ----------------------------- | ----------------------------------- |
| Torneio masculino detalhes      | Lituânia                              | França                        | Argentina                           |
| Torneio feminino detalhes       | Estados Unidos                        | Países Baixos                 | Espanha                             |
| Enterradas detalhes             | Karim Mouliom França (FRA)            | Ziga Lah Eslovênia (SLO)      | Fu Lei China (CHN)                  |
| Arremessos de 3 pontos detalhes | Lucia Togores Capintero Espanha (ESP) | Ela Micunovic Eslovênia (SLO) | Katie Samueson Estados Unidos (USA) |